# Хиббард, Эдна
Эдна Луис Хиббард (англ. Edna Louise Hibbard; 12 мая 1895—26 декабря 1942) — американская актриса театра и кино из Детройт, штат Мичиган. Играла роли в различных комедиях.

## Биография
Дебютировала в 1907 году в Милуоки (штат Висконсин) в роли ребёнка в постановке «Крейцерова соната». Набралась опыта в труппе Poli Stock Company, выступавшей в Хартфорде (штат Коннектикут) и Вашингтоне, вскоре после чего играла в спектаклях «Офицер 666», «Наличные деньги» и «Остановите вора». В течение года играла вместе с Линном Оверманом в водевиле «The Highest Bidder». Получила первое признание в 1918 году, сыграв ведущую роль инженю в пьесе «Засыпай мой малыш» в Риальто-театре в Нью-Йорке. Там же закончила театральную школу. Газета New York Times описывала её как «Мадж Кеннеди и Маргарет Кларк в одном лице». Одной из лучших её ролей была хористка в постановке «Девушки вечера» (Лицеум-театр, 1924). Два года спустя получила признание критиков в роли брюнетки Дороти Шоу (подруги блондинки Лорели Ли) в пьесе «Джентльмены предпочитают блондинок». В этой же роли в 1928 году дебютировала в Лондоне. В сентябре 1929 года играла роль Этель Брукс в постановке «Между дверями» в театре Беласко. Закончила карьеру на Бродвее в декабре 1932-го там же, сыграв Лулу Корлисс в постановке «Ничейная игра».

## Брак и смерть
В момент своей смерти Эдна Хиббард была замужем за Лестером Брайантом. Более ранние браки у неё были с Джоном К. Сигером-младшим, стюартом Гейджем, с драматургом Филиппом Даннингом и с Джеймсом Данном, который в Первую мировую войну служил рядовым во Франции. 9 октября 1918 года Эдна родила сына Дэвида, которого потом отдала на усыновление. Скончалась в Нью-Йорке в 1942 году в больнице Mother Cabrini Hospital, в возрасте 47 лет.

## Выборочная фильмография
- Остров жён[англ.] (1922)